# Olympische Sommerspiele 1980/Teilnehmer (Jordanien)
| Gelbes Symbol für Goldmedaillen mit stilisierten Olympischen Ringen | Graues Symbol für Silbermedaillen mit stilisierten Olympischen Ringen | Braundes Symbol für Bronzemedaillen mit stilisierten Olympischen Ringen |
| ------------------------------------------------------------------- | --------------------------------------------------------------------- | ----------------------------------------------------------------------- |
| —                                                                   | —                                                                     | —                                                                       |

Jordanien nahm an den Olympischen Sommerspielen 1980 in Moskau mit einer Delegation von vier männlichen Athleten teil, die alle im Sportschießen antraten. Es war die erste Teilnahme Jordaniens an Olympischen Spielen, Medaillen konnten dabei keine gewonnen werden.

## Teilnehmer nach Sportarten

### Schießen
- Mohamed Jbour
Kleinkaliber, Dreistellungskampf: 26. Platz
Kleinkaliber, liegend: 51. Platz

- Amera Khalif
Kleinkaliber, Dreistellungskampf: 32. Platz
Kleinkaliber, liegend: 32. Platz

- Mohamed Issa Shahin
Trap: 31. Platz

- Nader George Shalhoub
Trap: 34. Platz